# Автомобільні шляхи Рівненської області
Автомобі́льні шляхи́ Рівненської області — мережа доріг на території  Рівненщини, що об'єднує між собою населені пункти та окремі об'єкти та призначена для руху транспортних засобів, перевезення пасажирів та вантажів.